# Bombardement op Barrow-in-Furness
Het bombardement op Barrow-in-Furness (Duits: Barrow Blitz) was een herhaald bombardement van de Duitse Luftwaffe op de Engelse stad Barrow-in-Furness in de Tweede Wereldoorlog.
Barrow-in-Furness was een belangrijke stad voor de Royal Navy. De industrie van de stad bestond voornamelijk uit fabrieken waar duikboten en andere oorlogsschepen werden gemaakt.

## Bombardementen

### September 1940
De eerste keer dat de stad werd gebombardeerd was in september 1940, tijdens de Slag om Engeland. De schade aan de stad bleef beperkt, aangezien de Duitse Luftwaffe het vooral gemunt had op de industrie van de stad. Het aantal slachtoffers van dit bombardement is onbekend.

### April en mei 1941
De hevigste bombardementen op de stad vonden plaats in het voorjaar van 1941. De industriegebieden lagen vrij dicht tegen de woonwijken aan, waardoor het voor de Luftwaffe lastig was om alleen maar de fabrieken te raken. In deze twee maanden kwamen er dan ook bij enkele bombardementen bommen terecht in een woonwijk. Tijdens de aanvallen werden 83 burgers gedood en 330 andere raakten gewond. Ruim 10.000 huizen werden onbewoonbaar. Hoewel het niet de bedoeling was, werden er ook omliggende steden gebombardeerd. Af en toe zagen de piloten de omliggende steden aan voor Barrow-in-Furness.
In de stad zelf was de verwoesting goed te zien. Veel huizen werden onbewoonbaar en andere raakten flink beschadigd. Ook was de infrastructuur van de stad zo goed als verwoest, hetgeen vandaag de dag nog op enkele plaatsen te zien is.